# Meidi-Ya

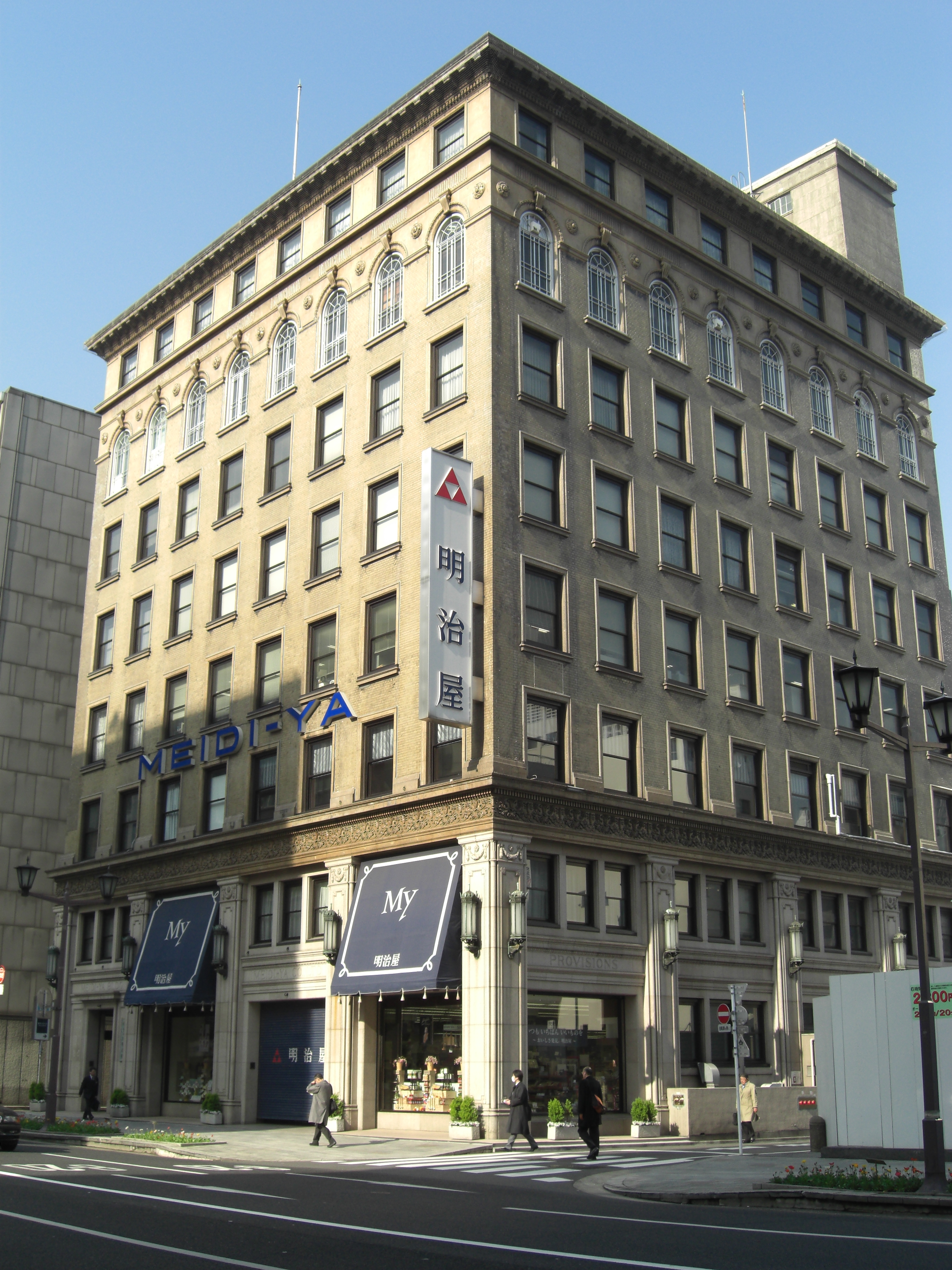
Meidi-ya. Tokio, Kyōbashi

Meidi-Ya (japanisch 明治屋) ist ein Lebensmittelgeschäft in Tokio, Japan.

## Übersicht
1885 gründete Isono Hakaru (1858–1897) das Geschäft „Meidi-Ya“ in Yokohama für die Belieferung von Schiffen. 1888 wurde er Generalvertreter des Kirin-Biers der „Japan Brewery“. Ab 1889 vertrieb er natürliches Mineralwasser unter dem Namen „Mitsuya Hirano Wasser“. Isono erkrankte und starb früh. Sein Nachfolger wurde Yonei Genjirō (1861–1919).
1903 erfolgte die Umwandlung des Unternehmens in eine „Allgemeine Partnerschaftsgesellschaft“ (Gōmeigaisha) Meidi-Ya. 1907 gründete Yonei mit Adoptivsohn Isono Chōzō (1874–1967) und acht weiteren Personen die Kirin Brewery. 1911 wurde die Gesellschaft in eine Aktiengesellschaft umgewandelt. 1923 wurde das neue Hauptgebäude im Viertel von Marunouchi in Tokio bezogen, das damals als modernstes Gebäude im Fernen Osten galt. 1933 erfolgte die Fertigstellung des Hauptgebäudes im Viertel von Kyōbashi, das der Architekt Sone Tatsuzō entworfen hatte und das bis heute existiert. 1940 wurden Kantō Meidi-Ya Shōji Co., Ltd. und Kansai Meidi-Ya Shōji Co., Ltd. gegründet.
Nach dem Zweiten Weltkrieg erholte sich das Unternehmen schnell. 1990 wurden die Subunternehmen Kantō Meidi-Ya und Kansai Meidi-Ya mit dem Hauptgeschäft zusammengelegt. 2005 kam es zu einer Übertragung des Großhandelsgeschäfts über ein Joint Venture mit der Mitsubishi Corporation, es entstand „Meidi-Ya Shōji Co., Ltd.“. 2011 fusionierte Meidi-Ya Shōji gleichberechtigt mit Mitsubishi Foods Co., Ltd. Ab 2013 wurden am Hauptgebäude umfangreiche Renovierungsarbeiten durchgeführt, die eine Verlegung der Unternehmensleitung und des Geschäftes notwendig machten. Am 9. September 2015 erfolgte die Wiedereröffnung des renovierten Kyōbashi-Gebäudes.
2016 erfolgte die Eröffnung der Meidi-Ya-Weinbar „Meidi-Ya Wain Tei“ im Meidi-Ya-Kyōbashi-Gebäude. 2017 wurde Matsuzawa Kōichi (* 1948) achter Präsident, Yonei Gen’ichi wurde Aufsichtsratsvorsitzender. 2007 betrug das eingetragene Kapital 270 Millionen Yen und der Umsatz 31,2 Milliarden Yen.